# Cărturești Carusel
Cărturești Carusel este o librărie pe Strada Lipscani, la numărul 55, în Centrul Vechi al Bucureștiului. Aparține lanțului românesc de librării numit Cărturești.
Clădirea care găzduiește în prezent librăria a fost construită în 1860 și cumpărată la începutul secolului XX de familia de bancheri Chrissoveloni. În primele decenii ale existenței sale, clădirea a găzduit sediul Băncii Chrissoveloni, după care în perioada comunistă a devenit un magazin general. La sfârșitul anilor 1990 și începutul anilor 2000, clădirea a început să se degradeze, până în 2015, când un proiect de reabilitare, consolidare și reconversie a durat cinci ani.
Unele surse susțin că denumirea de librărie Cărturești Carusel înseamnă „Carusel de Lumină”, dar nu e cazul.  Cărturești nu înseamnă „lumină”. Este numele lanțului de librării și probabil legat de cuvintele „carte” și „cărturar” (sinonim cu „om învățat” sau „savant”).

## Galerie

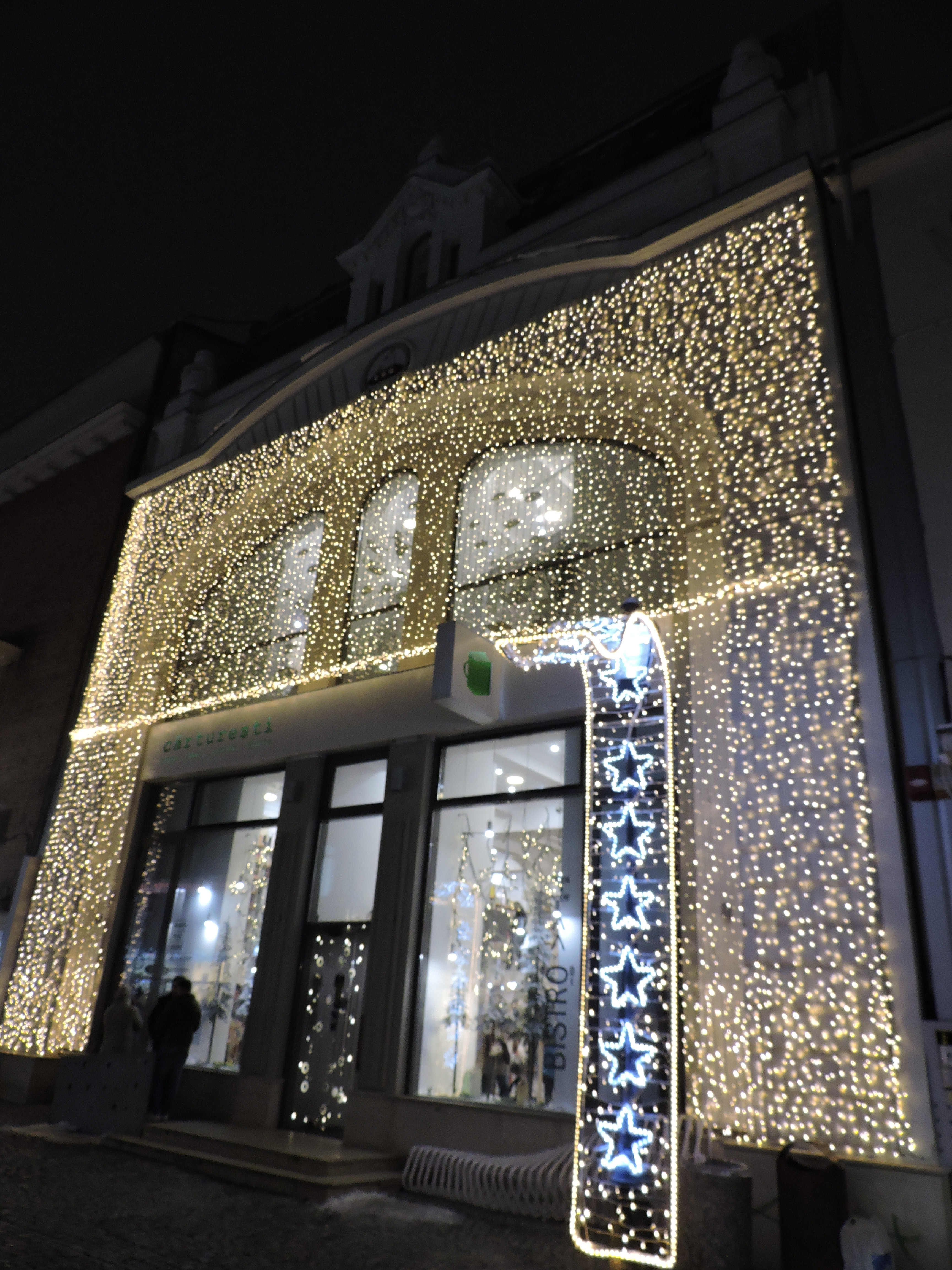
Fațada în decembrie 2018
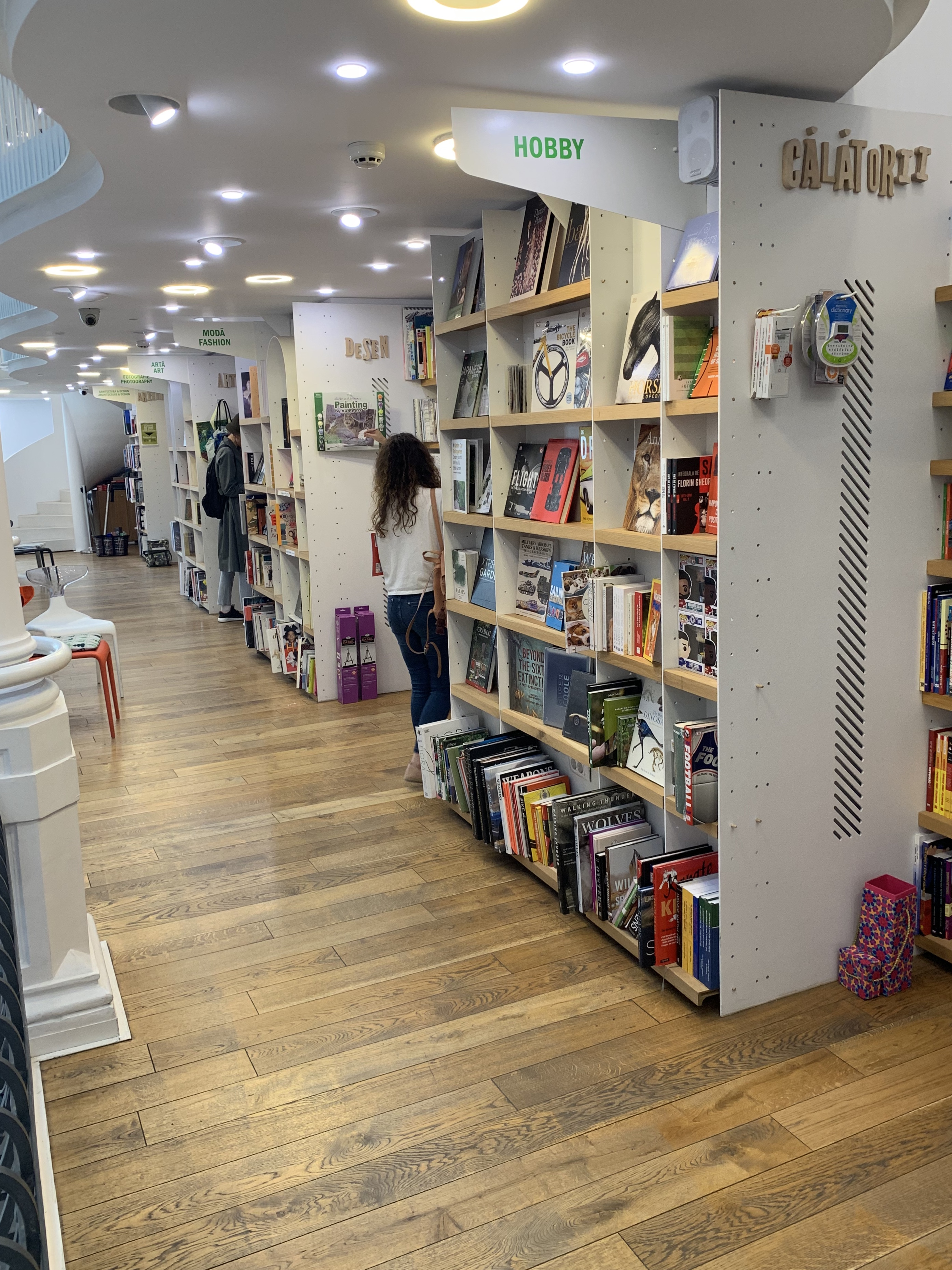
Rafturi la etajul al doilea
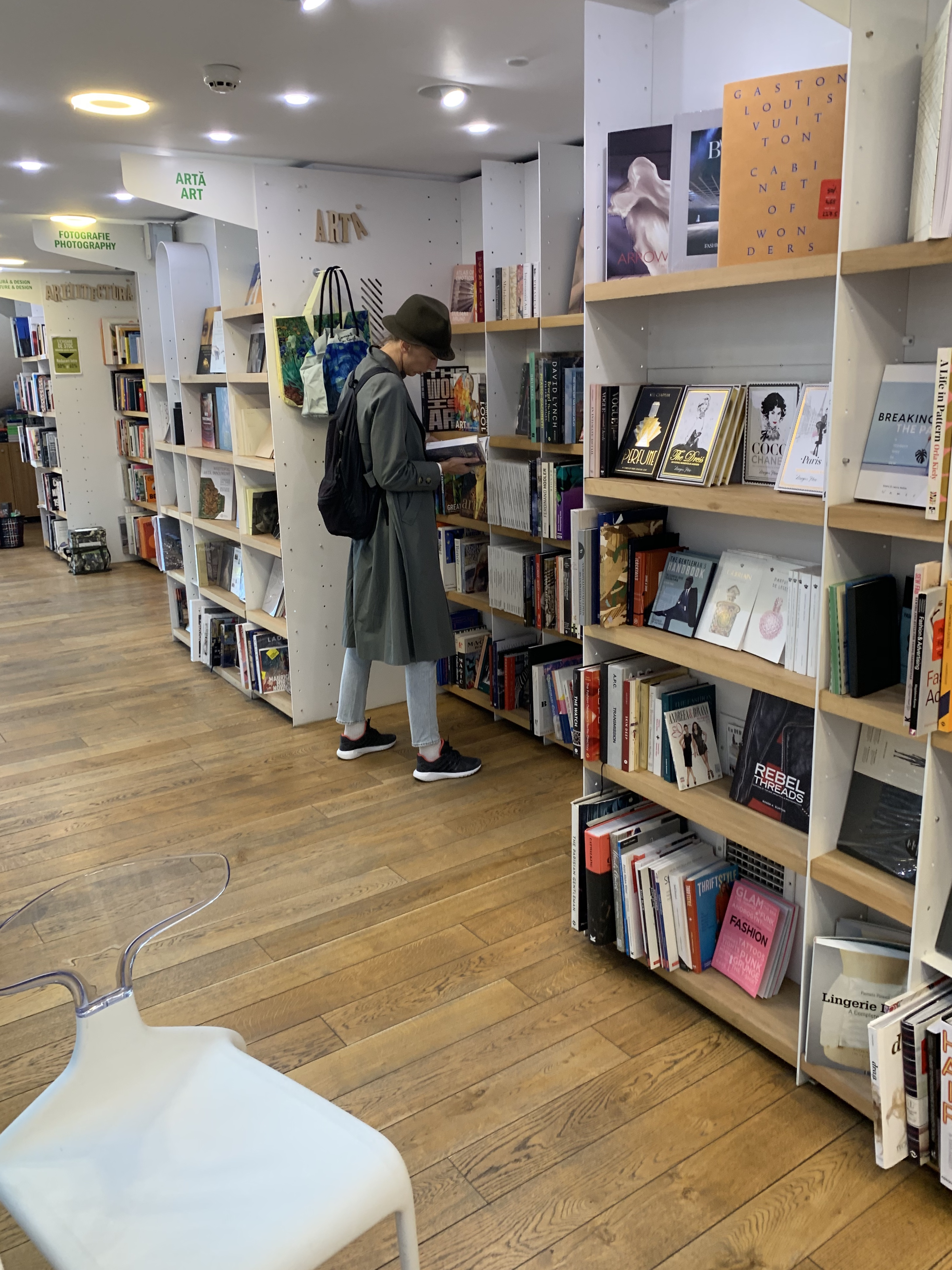
Rafturi la etajul al doilea
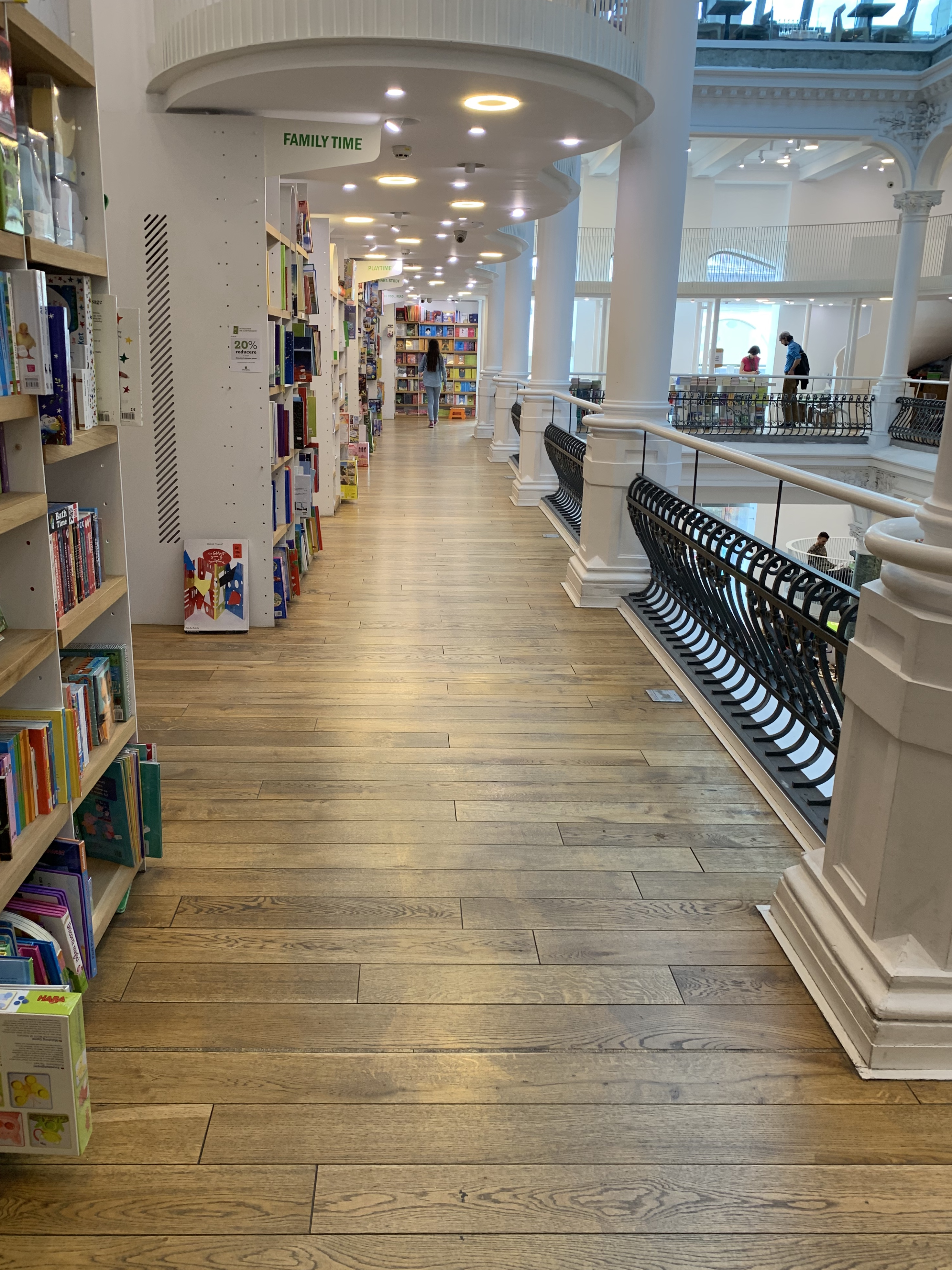
Parte a etajului al doilea
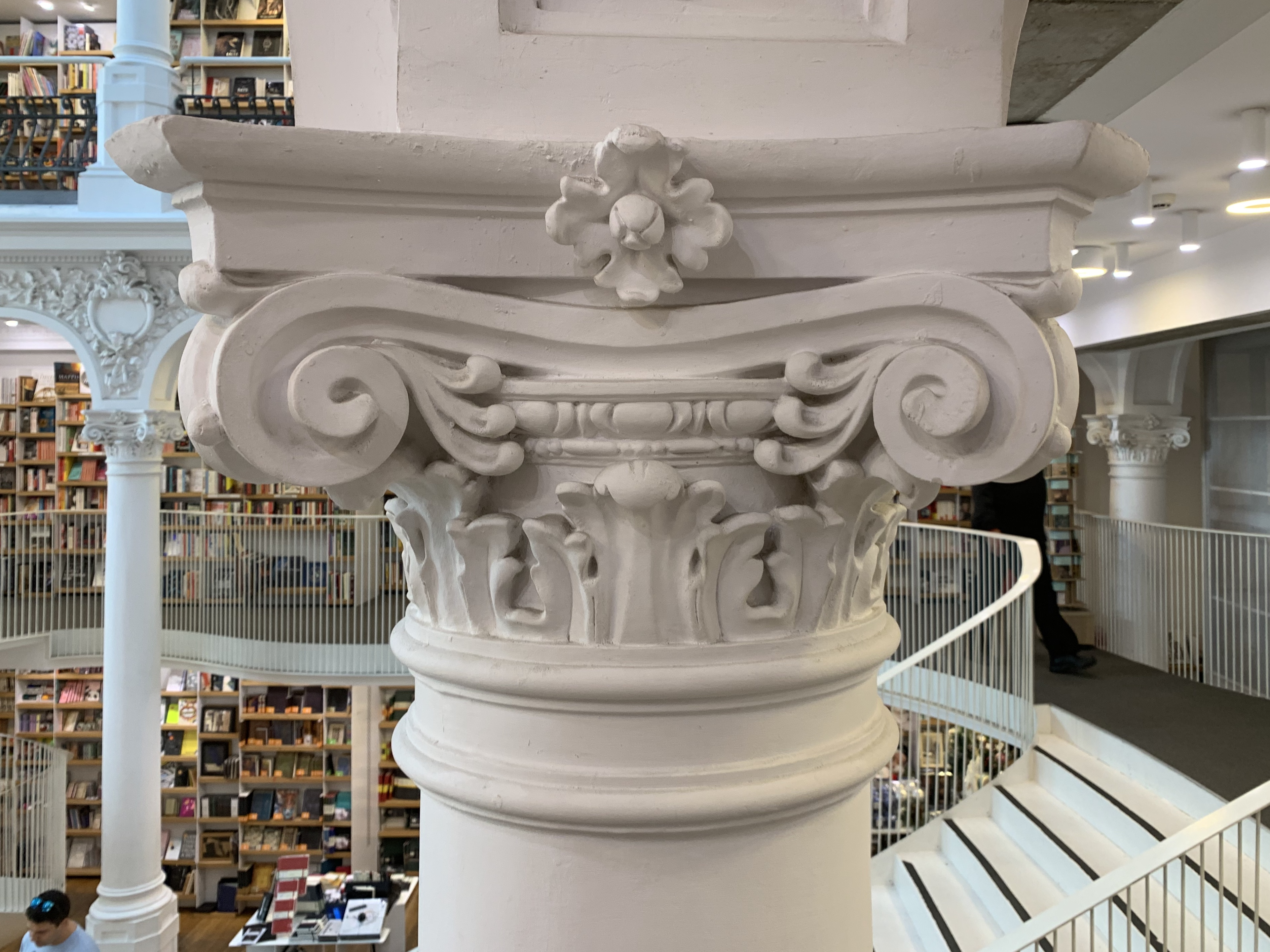
Capitel compozit al unei coloane
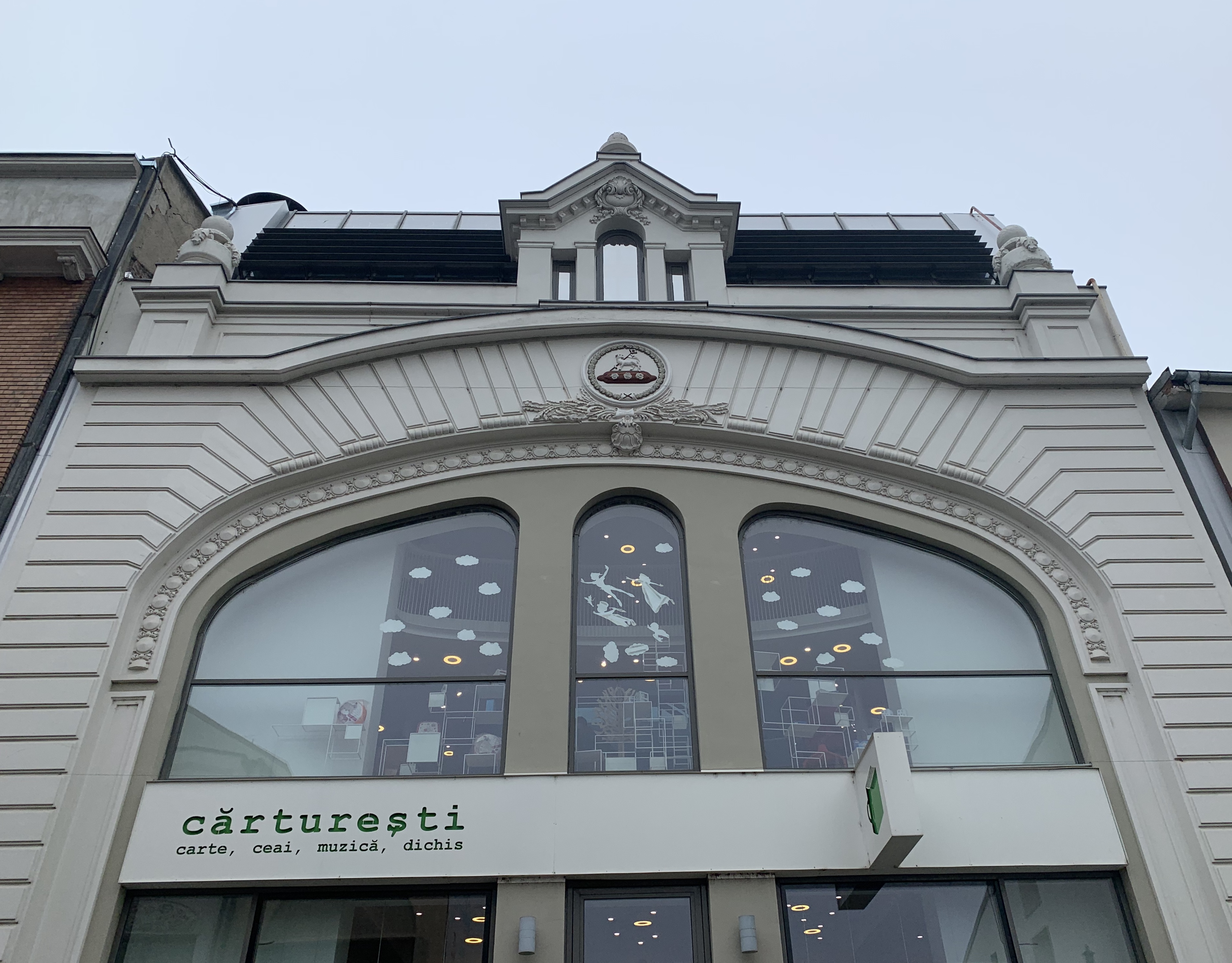
Partea de sus a fațadei
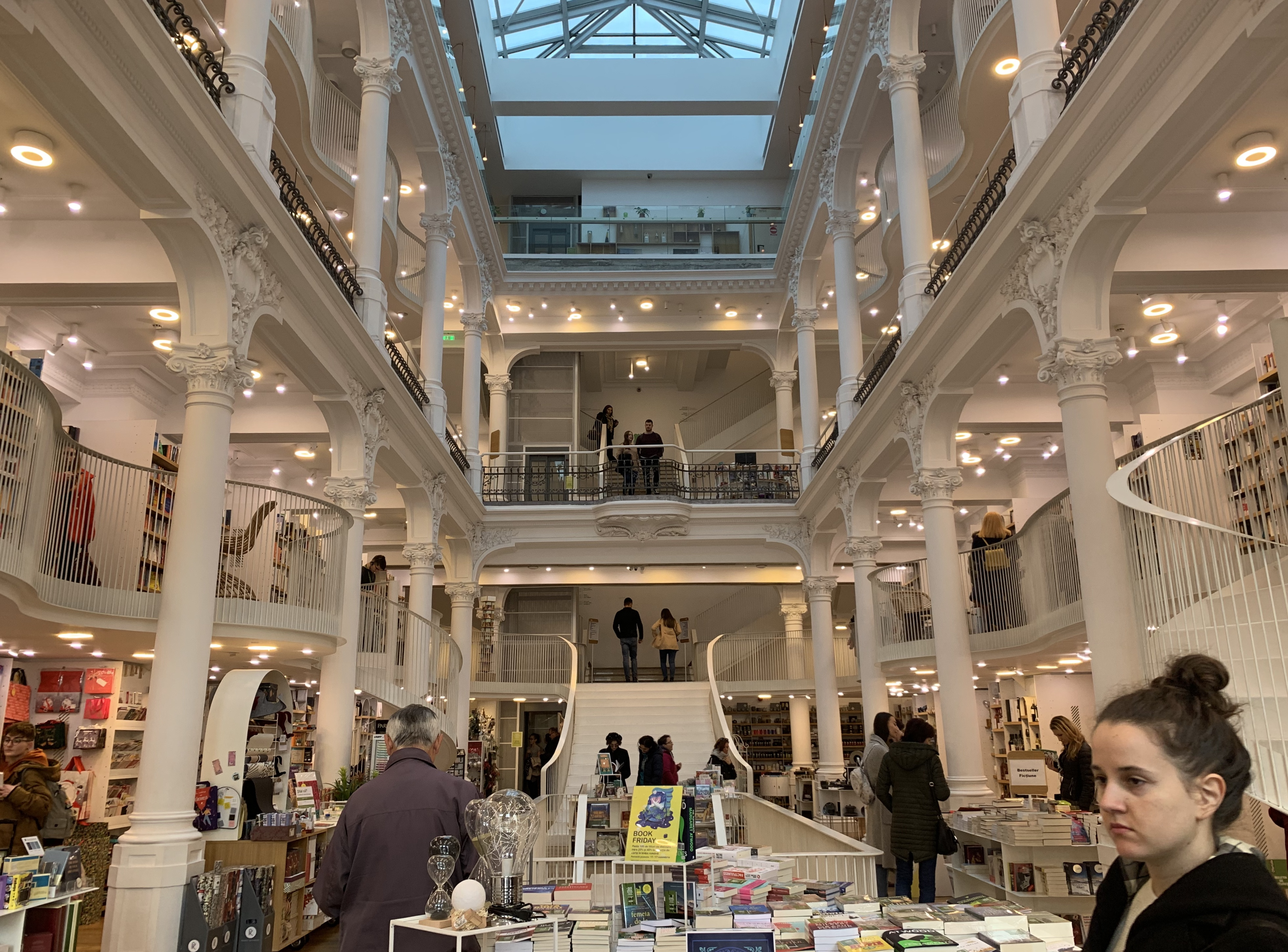
Interiorul
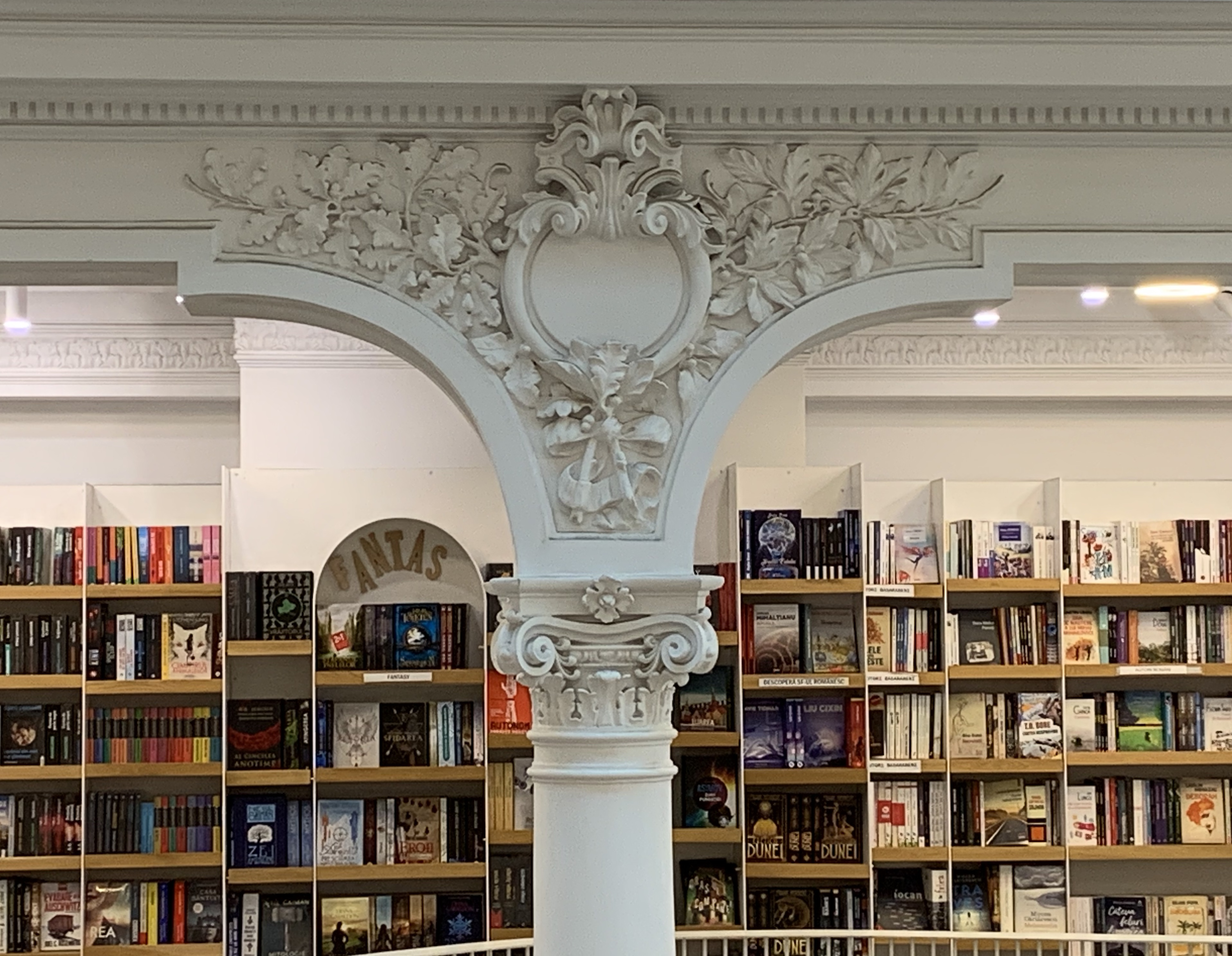
Stucatură cu un cartuș și frunze
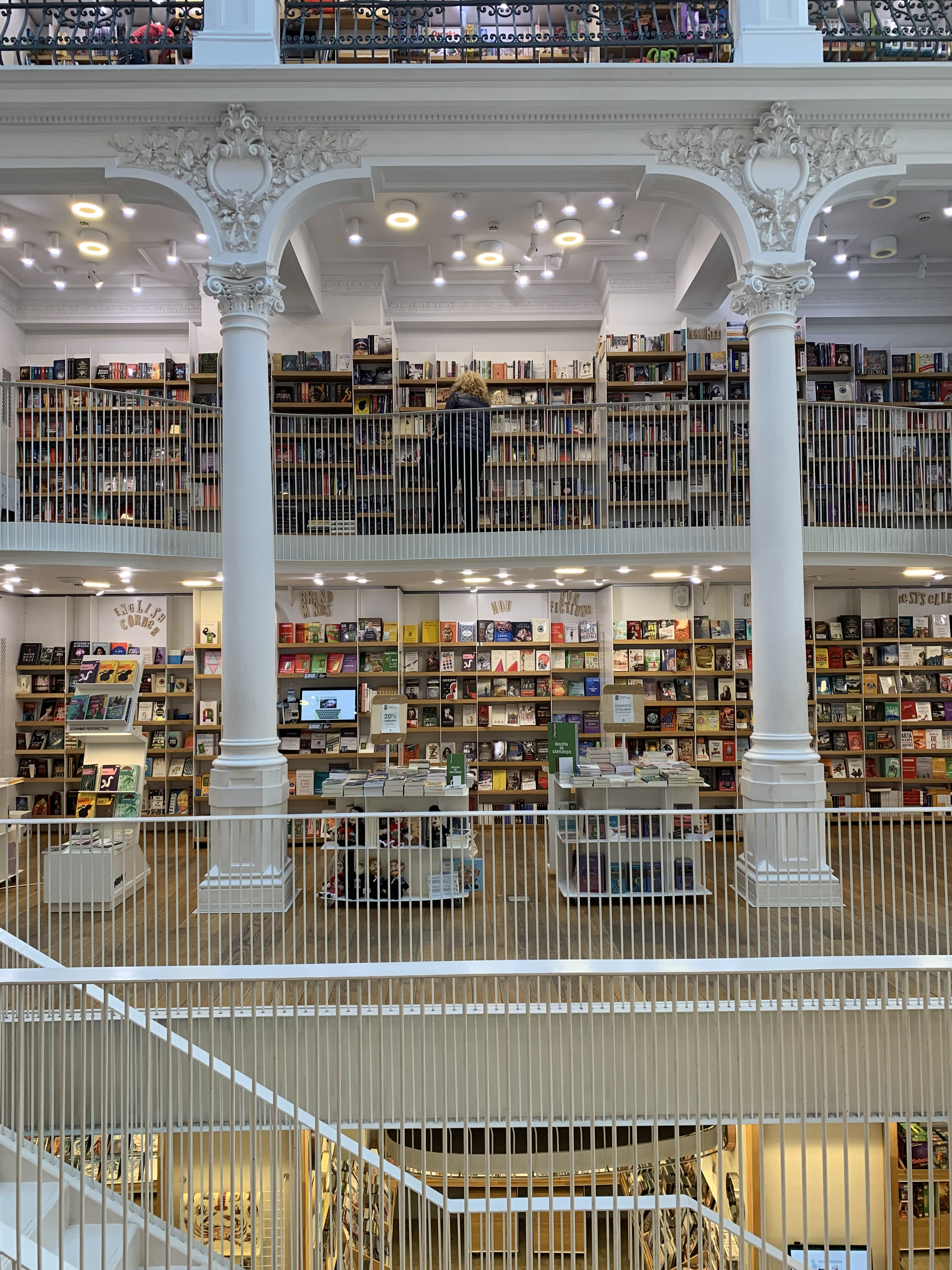
Coloane, și scarile subsolului în partea foarte de jos a pozei
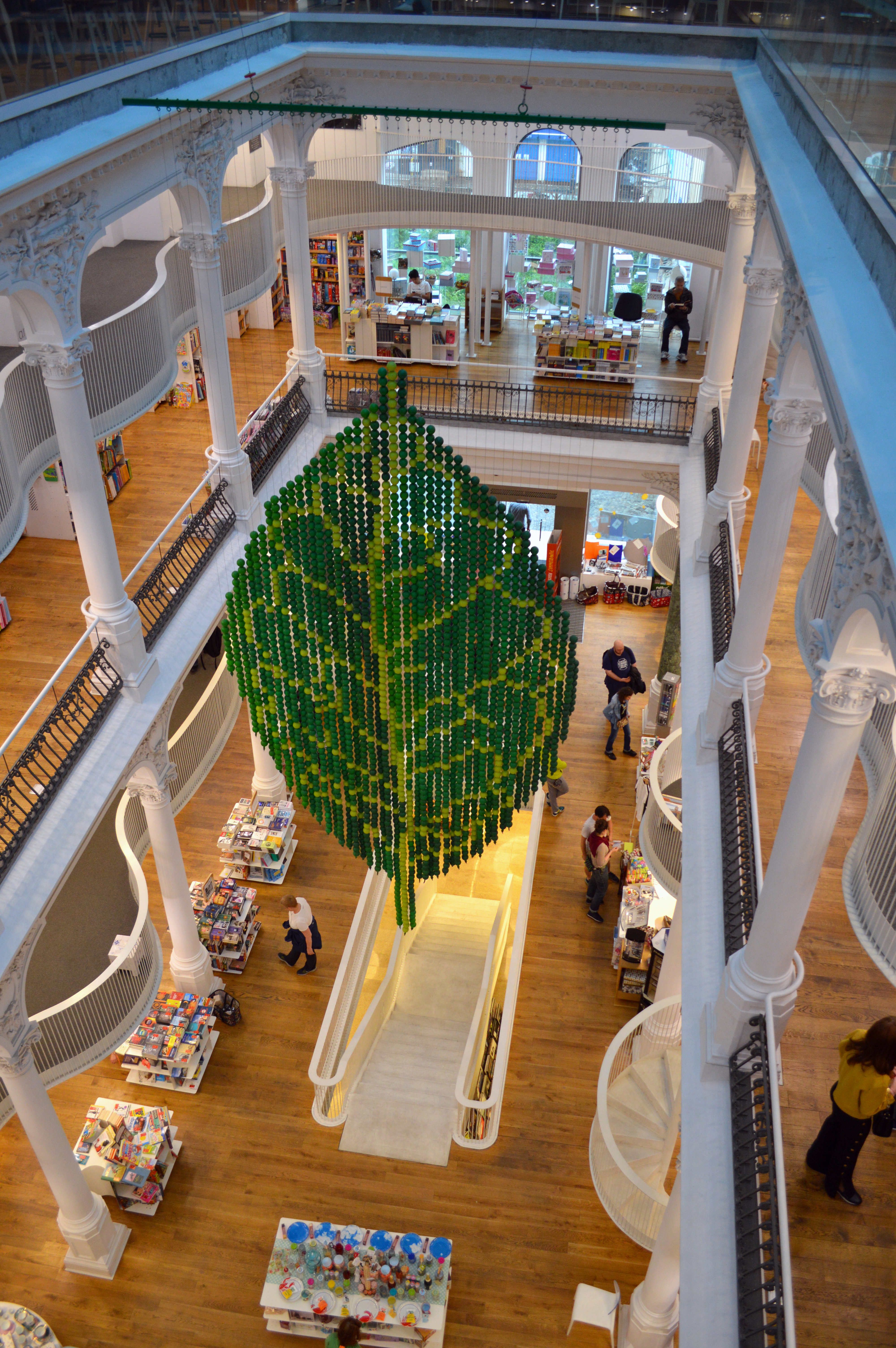
Opera de artă, în 2017
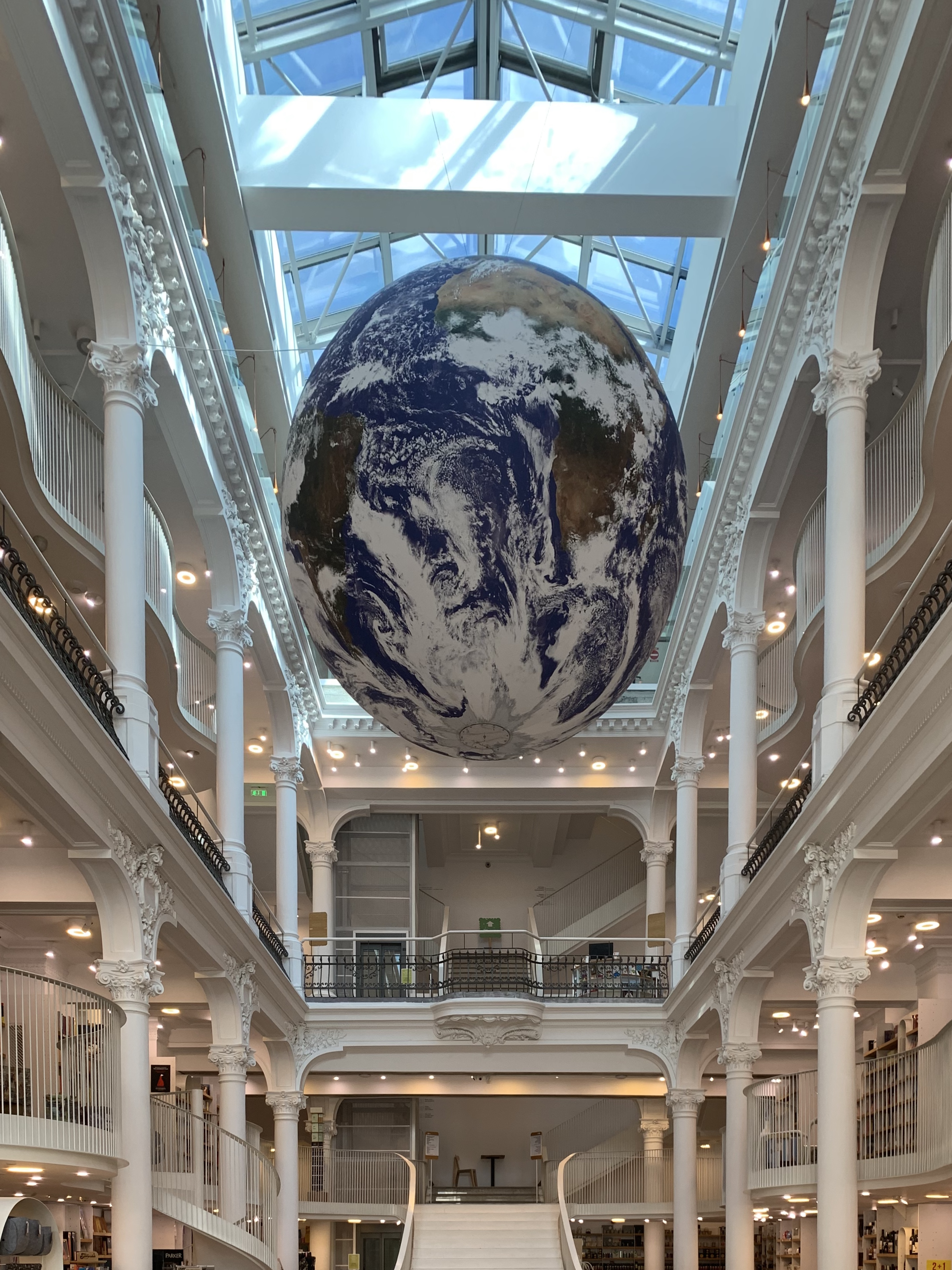
Glob pământesc expus în septembrie 2019
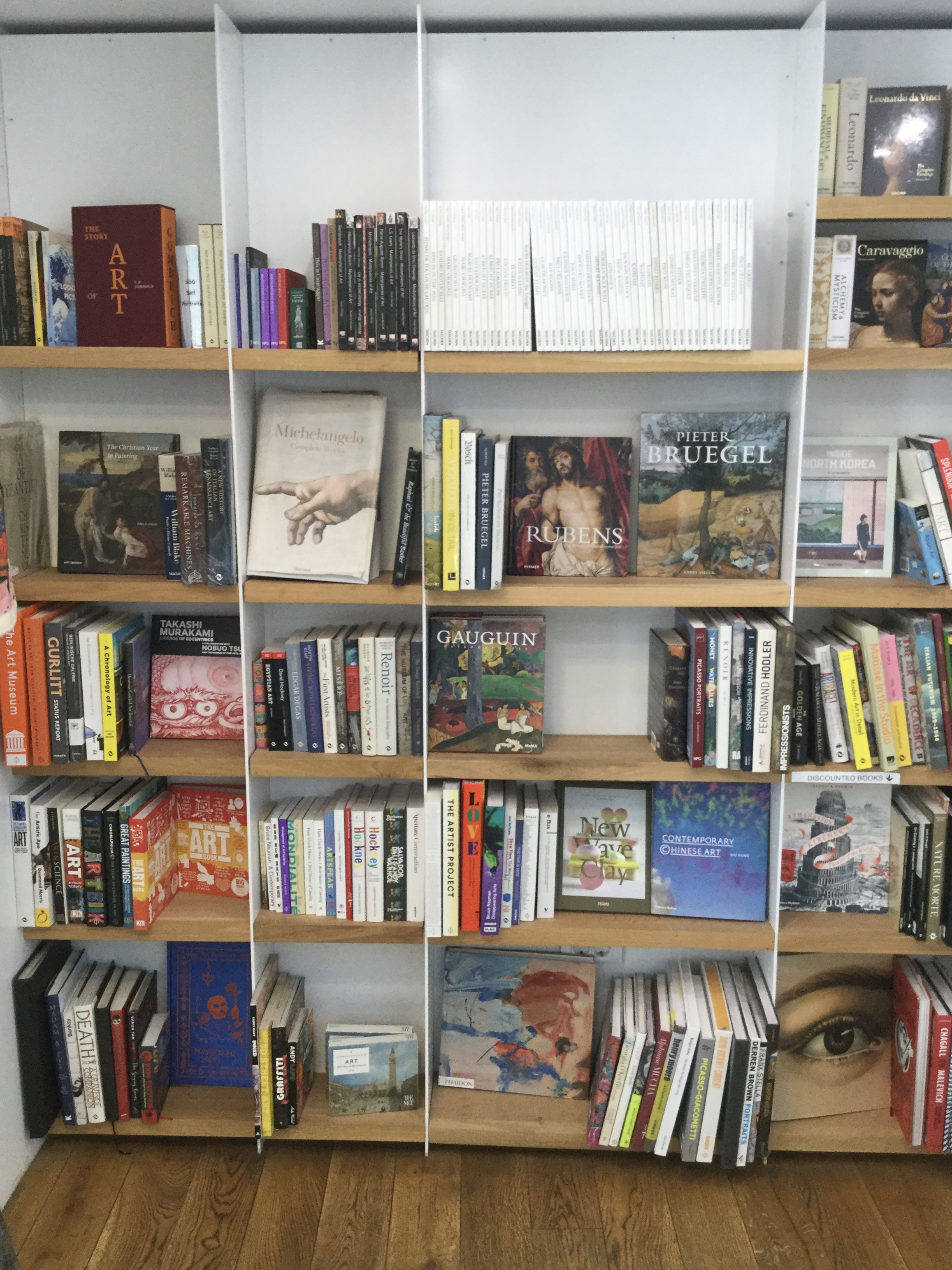
Rafturile cu cărți de artă și istoria artei în august 2018
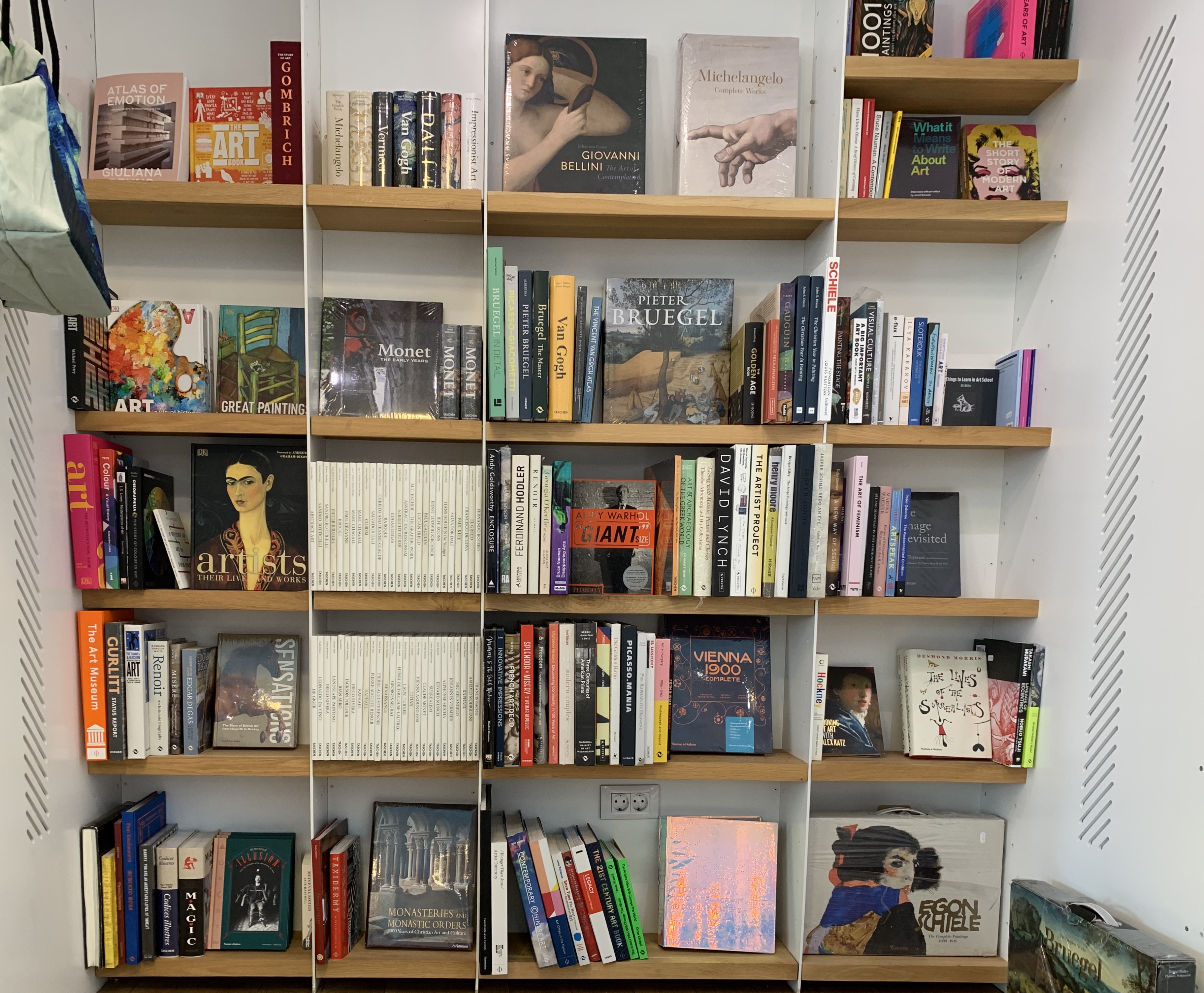
Același raft în aprilie 2019
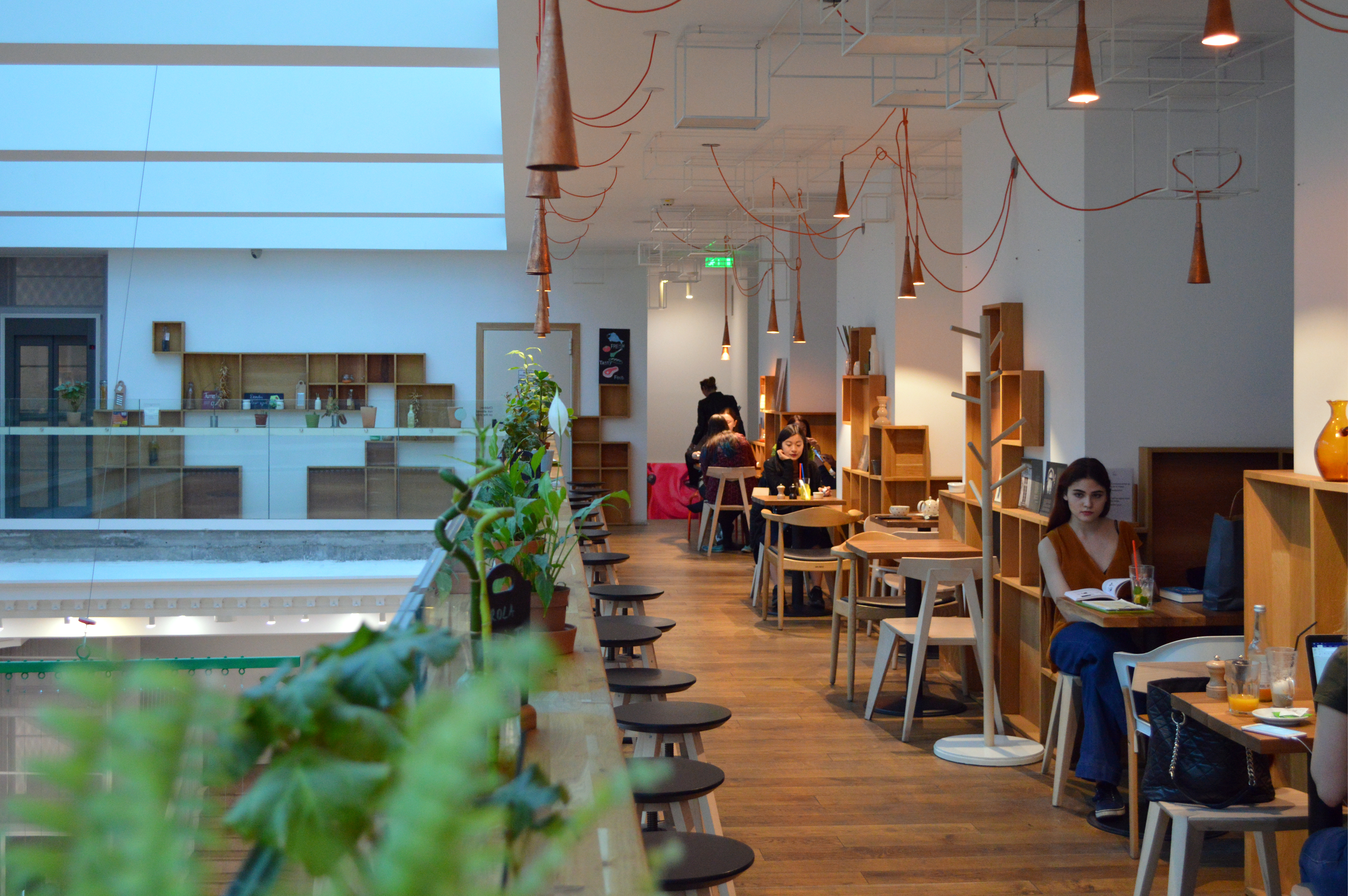
Cafenea

## Legături externe
- Materiale media legate de Casă cu prăvălie la Wikimedia Commons
- Cărturești Carusel